# Frontière entre la Croatie et la Hongrie
La frontière entre la Croatie et la Hongrie sépare sur 329 km la Croatie et la Hongrie. Sur 288 km, cette frontière longe la rivière Drave.

## Histoire
Au sein de la partie hongroise de l'Autriche-Hongrie, la rivière Drave séparait le royaume hongrois proprement dit du royaume croate. En 1918, lorsque la Hongrie devint indépendante et que la Croatie rejoignit le royaume des Serbes, Croates et Slovènes, la frontière fut modifiée, étant déplacée un peu plus au nord sur 41 km dans sa partie orientale, à travers le comitat de Baranya : la délimitation fut effectuée par la commission internationale Lord où le géographe Robert Seton-Watson (en) et l'historien Ernest Denis jouèrent un rôle important. Cette modification a été officialisée par les traités de Trianon (1920) et de Paris (1947).
Avant le XXIe siècle, cette frontière n'avait aucun lien avec la Communauté européenne, devenue Union européenne en 1993. À la suite de l'adhésion de la Hongrie à l'UE en 2004, la frontière croato-hongroise est devenue une portion de la frontière extérieure de l'Union européenne et, à partir du 21 décembre 2007 et de l'adhésion de la Hongrie à l'espace Schengen, une portion de la frontière extérieure de l'espace Schengen. Enfin, depuis le 1er juillet 2013, date de l'adhésion de la Croatie à l'UE, cette frontière constitue une frontière intérieure de l'UE ; elle reste cependant une frontière extérieure de l'espace Schengen dans la mesure où la Croatie ne fait pas encore partie de cet espace.

### Crise des migrants de 2015
Dans le but de bloquer le flux de migrants, la Hongrie commence la construction d'une barrière à la frontière durant la nuit du 17 septembre 2015 au 18 septembre 2015.

## Passages

### Points de passage ferroviaires
Selon le tracé actuel de la frontière, il y a 3 points de passages ferroviaires entre la Croatie et la Hongrie.
| Code UIC | Ligne de Croatie                                                                    | Gare de Croatie | Opérateur | Ligne de Hongrie                                                | Gare de Hongrie | Opérateur | Remarques                                             |
| -------- | ----------------------------------------------------------------------------------- | --------------- | --------- | --------------------------------------------------------------- | --------------- | --------- | ----------------------------------------------------- |
| 730      | M501 Ligne de la frontière slovène à Čakovec à Kotoriba et à la frontière hongroise | Kotoriba        | HŽ        | 30 Ligne de Budapest à Nagykanizsa par Székesfehérvár           | Murakeresztúr   | MÁV       | Voie unique électrifiée en 25 kV - 50 Hz côté Hongrie |
| 731      | M201 Ligne de Dugo Selo à la frontière hongroise                                    | Koprivnica      | HŽ        | 41 Ligne de Dombóvár à Gyékényes                                | Gyékényes       | MÁV       | Voie unique électrifiée en 25 kV - 50 Hz              |
| 733      | M301 Ligne de Villány à Osijek par Magyarbóly et Beli Manastir                      | Beli Manastir   | HŽ        | 65/66 Ligne de Villány à Osijek par Magyarbóly et Beli Manastir | Magyarbóly      | MÁV       | Voie unique non électrifiée                           |

Mais il y a eu 4 autres points de passages ferroviaires jusqu'à la Seconde Guerre mondiale.
(Virovitica -) Terezino Polje - Barcs MÁV
Le pont sur la rivière Drave a été détruit pendant la guerre. La ligne est déposée.
(Slatina -) Cadavica - Zaláta (-Sellye)
Le pont sur la Drave a été détruit pendant la guerre. La ligne est déposée.
Donji Miholjac - Drávaszabolcs (- Harkány - Pécs)
Le pont sur la Drave a été détruit pendant la guerre. La ligne est déposée.
Baranjsko Petrovo Selo - Beremend
La ligne est déposée.